# Donald Gollan
Donald Herbert Louis Gollan, född 19 januari 1896 i Paddington, död 13 augusti 1971 i Worthing, var en brittisk roddare.
Gollan blev olympisk silvermedaljör i åtta med styrman vid sommarspelen 1928 i Amsterdam.